# Liste der Naturdenkmale in Weißbach (Hohenlohe)
| Naturdenkmale | Anzahl |
| ------------- | ------ |
| FND           | 2      |
| END           | 1      |
| Gesamt        | 3      |

Die Liste der Naturdenkmale in Weißbach nennt die verordneten Naturdenkmale (ND) der im baden-württembergischen Hohenlohekreis liegenden Gemeinde Weißbach. In Weißbach gibt es insgesamt drei als Naturdenkmal geschützte Objekte, davon zwei flächenhafte Naturdenkmale (FND) und ein Einzelgebilde-Naturdenkmal (END).
Stand: 1. November 2016.

## Flächenhafte Naturdenkmale (FND)
| Name                     | Bild | Kennung     | Einzelheiten | Position | Fläche Hektar | Datum         |
| ------------------------ | ---- | ----------- | ------------ | -------- | ------------- | ------------- |
| Doline beim Schindhölzle | BW   | 81260860002 | Weißbach     | ⊙        | 0,3           | 21. Jan. 1982 |
| Pflanzenstandort         | BW   | 81260860004 | Weißbach     | ⊙        | 1,0           | 9. Nov. 1984  |
| Legende für Naturdenkmal |      |             |              |          |               |               |

## Einzelgebilde (END)
| Name                     | Bild | Kennung     | Einzelheiten | Position | Fläche Hektar | Datum         |
| ------------------------ | ---- | ----------- | ------------ | -------- | ------------- | ------------- |
| 1 Mostbirnbaum           | BW   | 81260860001 | Weißbach     | ⊙        | 0,0           | 22. Apr. 1980 |
| Legende für Naturdenkmal |      |             |              |          |               |               |